# Nikolay Khozyainov
Nikolay Khozyainov (russe : Николай Юрьевич Хозяинов, Nikolaï Iourevitch Khoziaïnov), né le 17 juillet 1992 à Blagovechtchensk, est un pianiste classique russe. Il est connu pour ce que le critique musical Anthony Tommasini décrit comme une « virtuosité époustouflante ».

## Jeunesse et éducation
Nikolay Khozyainov est né à Blagovechtchensk le 17 juillet 1992,,. Il commence à jouer du piano à l'âge de cinq ans et poursuit ses études à Moscou à l'École centrale de musique du Conservatoire de Moscou. À l'âge de sept ans, il fait ses débuts avec le Concerto pour piano de Haendel à l'école de musique du Conservatoire P.I.Tchaikovsky de Moscou,. Il poursuit actuellement des études supérieures à la Hannover Hochschule fur Musik sous la direction du professeur Arie Vardi,.

## Les performances
Les moments forts des engagements en récital et en concerto de Nikolay Khozyainov incluent des concerts au Carnegie Hall, Wigmore Hall de Londres, au Lincoln Center, au Kennedy Center à Washington, à la salle Gaveau, au théâtre des Champs-Élysées à Paris, à la Salle Tchaïkovski à Moscou, Suntory Hall de Tokyo, Louvre, Zurich Tonhalle.
En janvier 2018, l'empereur Akihito et l'impératrice Michiko du Japon ont honoré de leur présence le concert de Nikolay au Suntory Hall de Tokyo.
Il s'est produit avec l'Orchestre Philharmonia, l'Orchestre symphonique de Tokyo, l'Orchestre symphonique de Sydney, l'Orchestre philharmonique de Varsovie, l'Orchestre symphonique national tchèque, l'Orchestre d'État de Russie, l'Orchestre symphonique Yomiuri du Japon, Orchestre symphonique national RTE d'Irlande, l'Orchestre philharmonique national des Philippines.

## Discographie
| Titre de l'album                                                 | Étiquette                  | Programme |
| ---------------------------------------------------------------- | -------------------------- | --- |
| La série bleue - Nikolay Khozyainov                              | L'Institut Frédéric Chopin | Frédéric Chopin - Nocturne en si majeur, op. 9 n ° 3 - Étude en do majeur, op. 10 n ° 1 - Étude en la mineur, op. 10 n ° 2 - Fantaisie en fa mineur, op. 49 - Ballade en fa majeur, op. 38 - Prélude en do dièse mineur, op. 45 - Scherzo en mi majeur, op. 54 - Sonate en si bémol mineur, op. 35                                                          |
| Nikolay Khozyainov : Récital de piano                            | Accord CD ,                | Frédéric Chopin - Nocturne n°3 en si majeur, op. 9, n ° 3 - Boléro, op. 19 - Sonate pour piano n°2 en si bémol mineur, op. 35 Franz Liszt - Après une lecture du Dante, fantaisie quasi une sonate - Fantasie uber zwei Motive aus WA Mozarts Die Hochzeit des Figaro,                                                                                      |
| Nikolay Khozyainov – Mes favoris                                 | Victor Divertissement      | Ludwig van Beethoven - Sonate pour piano n°31 en la bémol majeur, op. 110 Franz Schubert - Fantaisie en do majeur, D.760 (op.15), "Wanderer Fantasy" Frédéric Chopin - Scherzo en mi majeur, op. 54 - Ballade en fa majeur, op.38 Franz Liszt - Études d'exécution transcendante "Feux Follets", S.139-5 - Méphisto Valse n°1 (Danse au Village Inn), S.514 |
| Nikolay Khozyainov – Maurice Ravel, Fryderyk Chopin, Franz Liszt | Victor Divertissement      | Maurice Ravel - Pavanne pour une infante défunte - Gaspard de la nuit Frédéric Chopin - Barcarolle en fa dièse majeur, op.60 - Berceuse en ré bémol majeur, op.57 Franz Liszt - Sonate pour piano en si mineur, S.178 |

## Réalisations et récompenses
Sa liste croissante de récompenses et de réalisations comprend :
- Finaliste du XVIe Concours international de piano Chopin à Varsovie, Pologne
- 1er prix aux Virtuosi per musica di pianoforte 2003 en République tchèque [2],[3],[4]
- 1er prix au IXe Concours International de piano Carl-Filtsch en Roumanie [3],[4]
- 2e prix au VI Concours international de piano Frédéric-Chopin de Moscou pour jeunes pianistes [4],[29]
- 1er prix au Concours International de Piano de Dublin 2012 [30],[31]
- 2e prix au Concours international de piano de Sydney 2012 [4]
  - Prix spéciaux pour [4],[32]:
    - Prix du public
    - Meilleure interprétation des deux concertos votée par les membres de l'Orchestre symphonique de Sydney
    - Meilleure interprétation d'une œuvre de Liszt
    - Meilleure interprétation d'une œuvre de Schubert
    - Meilleure performance d'une étude virtuose
    - Plus jeune finaliste